# Gymnopogon aristiglumis
Gymnopogon aristiglumis är en gräsart som beskrevs av Albert Spear Hitchcock. Gymnopogon aristiglumis ingår i släktet Gymnopogon och familjen gräs. Inga underarter finns listade i Catalogue of Life.